# 武田高信
武田 高信（たけだ たかのぶ）は、戦国時代から安土桃山時代にかけての武将。武田国信の子。

## 生涯
因幡武田氏は清和源氏の一家系、河内源氏の庶流甲斐源氏の流れであり、若狭国の守護大名を務めた若狭武田氏のさらに庶流とされ、因幡山名氏の下にあって客将として優遇されていた。高信の父・国信は、守護・山名誠通の時に自ら申し出て鳥取城番となった。一国一城の主への野心を秘める国信は鳥取城の大改築を行う。
父の跡を継いだ高信は鵯尾城（鳥取市玉津）にあったが、因幡山名氏への叛意を露わにし鳥取城の奪取に成功する。その後、安芸国の毛利氏と結び、永禄6年（1563年）に鹿野城にいた山名豊成（旧守護・山名誠通の子）を毒殺し、次いで湯所口の戦いで山名氏の重臣・中村豊重を敗死させる。さらに守護館・布勢天神山城を攻撃して因幡国守護・山名豊数を鹿野城に逐い、同じ山名一族の山名豊弘を擁立して因幡での優位を決定的にする。因幡を実質的に支配した高信は、毛利氏に従って但馬国・美作国に転戦するが、有力国人層の掌握に苦しみ、さらに因幡への進出を図る美作の草刈氏や尼子勝久・山中幸盛ら尼子党の出没に悩まされるようになる。
元亀2年（1571年）、山名氏に属していた但馬国芦屋城の塩冶高清を攻めて大敗、嫡男・又太郎と次男・与十郎を失った（芦屋城の戦い）。元亀3年（1572年）には小早川隆景の要請に応じて美作入りして浦上宗景・宇喜多直家などの所領に圧力をかけ、備芸和平の締結後もしばらく着陣していたが同年中には因幡へ退いた。天正元年（1573年）8月1日、因幡の国人衆の多くと誼を通じて甑山城に進出した山中幸盛率いる尼子党と戦ったが決定的な敗北を喫して（鳥取のたのも崩れ（田の実崩れ））、遂に居城・鳥取城を山名豊国に明け渡すこととなった（尼子再興軍による鳥取城の戦い）。鳥取城を明け渡した高信は鵯尾城に退いたが、その後、山名豊国及び但馬山名氏が尼子氏から離れ毛利氏と和議を結んだことで、毛利氏の忠実な手兵として因幡を支配していた高信は微妙な立場に追い込まれた。
天正3年（1575年）3月7日以前頃、豊国によって鵯尾城を追われ但馬に逃れた高信は、かつて攻撃した芦屋城の塩冶高清を頼り、高清を通じて毛利氏に助命を願った。因幡国内で山名豊国の勢力が伸張する中で、但馬の山名祐豊も高信の排除を吉川元春に求める。同年8月28日には息子・武田徳充丸への家督相続が毛利氏から認められ、高信の復権への道は事実上閉ざされた。同年9月25日頃、高信は小早川隆景の許に家臣2名を送り再度の助命嘆願を行うが、隆景は高信の身の安全について言葉を濁している。高信は毛利氏から見捨てられたのである。
天正4年（1576年）5月4日、高信は不慮の死を遂げる。5月18日付の吉川元春の書状では「武田高信は織田方への内通歴然につき、山名豊国によって切腹させられた」と伝えられているが、その死には諸説ある。
- 天正元年（1573年）5月4日付「小早川隆景書状写」（『萩藩閥閲録』）には高信について「不慮に相果て」と記されている。そうなると前記天正3年（1575年）3月頃の山名豊国による鵯尾城追放以後の高信の足取りと天正4年（1576年）5月18日付けの吉川元春による高信の死亡情報に矛盾と混乱が生じる。

鳥取県鳥取市河原町佐貫にある大義寺の境内には、武田高信の墓と伝えられている五輪塔がある。

## 高信の死に関して

### 謎の多い死
高信の死を「不慮に相果て」と報じた天正元年5月4日付けの小早川隆景書状では、なぜ高信が急死したのかについては触れられていない。時系列的に見ても「小早川隆景による高信の死亡情報（1573年5月）－「鳥取のたのも崩れ」で尼子氏に敗れ鳥取城を失う（1573年8月）－鵯尾城追放（1575年3月以前）－塩冶高清による助命嘆願と小早川隆景への助命嘆願（1575年9月以前）－吉川元春書状での死亡の記述（1576年5月）（太字は一次史料によるほぼ確実な史実）」という流れに矛盾と混乱が生じる。
前記5月18日付の吉川元春書状に記された、武田高信の織田氏への内通も文面通りに受け取ることはできない。高信の死に先立つ天正3年11月頃に、毛利氏と但馬山名氏との和議は実質的には破棄されており、但馬山名氏は織田氏への接近をうかがわせていた。因幡の山名豊国も総領家・但馬山名氏に追随して織田氏に心を寄せていたと見られる。そのような状況下では高信が織田方に通じても、高信の再起にとっては何らのメリットもない。書状に伝えられるとおり、失地回復をねらって織田氏と結んだ高信が豊国に処断されたのか、それとも高信の叛意を警戒した豊国が織田氏への内通にかこつけて高信を抹殺したのか、高信の死の真相は謎に包まれている。
天正元年以後の武田高信の消息については史料においても矛盾や不明な点が多く、天下統一期における因幡国の状況を解明するためにも、今後の詳細な研究が待たれる。

### 因幡民談記の伝える高信の死
『因幡民談記』が伝える武田高信の失脚と死は次の通りであり、従来はこれが通説とされてきた。
鳥取城を守護・山名豊国に明け渡した高信は鵯尾城に退いていたが、高信の叛意を警戒した山名豊国は天正6年（1578年）に、美作の草刈氏を討つと称して高信を佐貫の大義寺におびき寄せ、斬殺したと伝えられている。因幡民談記によると、高信の死は天正6年8月17日（1578年9月18日）という。

## 関連書籍・参考文献
- 高橋正弘『因伯の戦国城郭・通史編』（自費出版、1986年）
- 高橋正弘『山陰戦国史の諸問題・上』（自費出版、1993年）
- 鳥取県公文書館県史編さん室編『鳥取県史ブックレット4　尼子氏と戦国時代の鳥取』（鳥取県、2010年）